# Полов отбор
Половият отбор е теория, предложена от Чарлз Дарвин.
Той твърди, че някои еволюционни белези могат да бъдат обяснени от вътревидовата конкуренция. Дарвин дефинира половия отбор като влиянието на „битката между индивидите от един пол, по принцип мъжките, за притежанието на другия пол“.